# François-Henry Laperrine

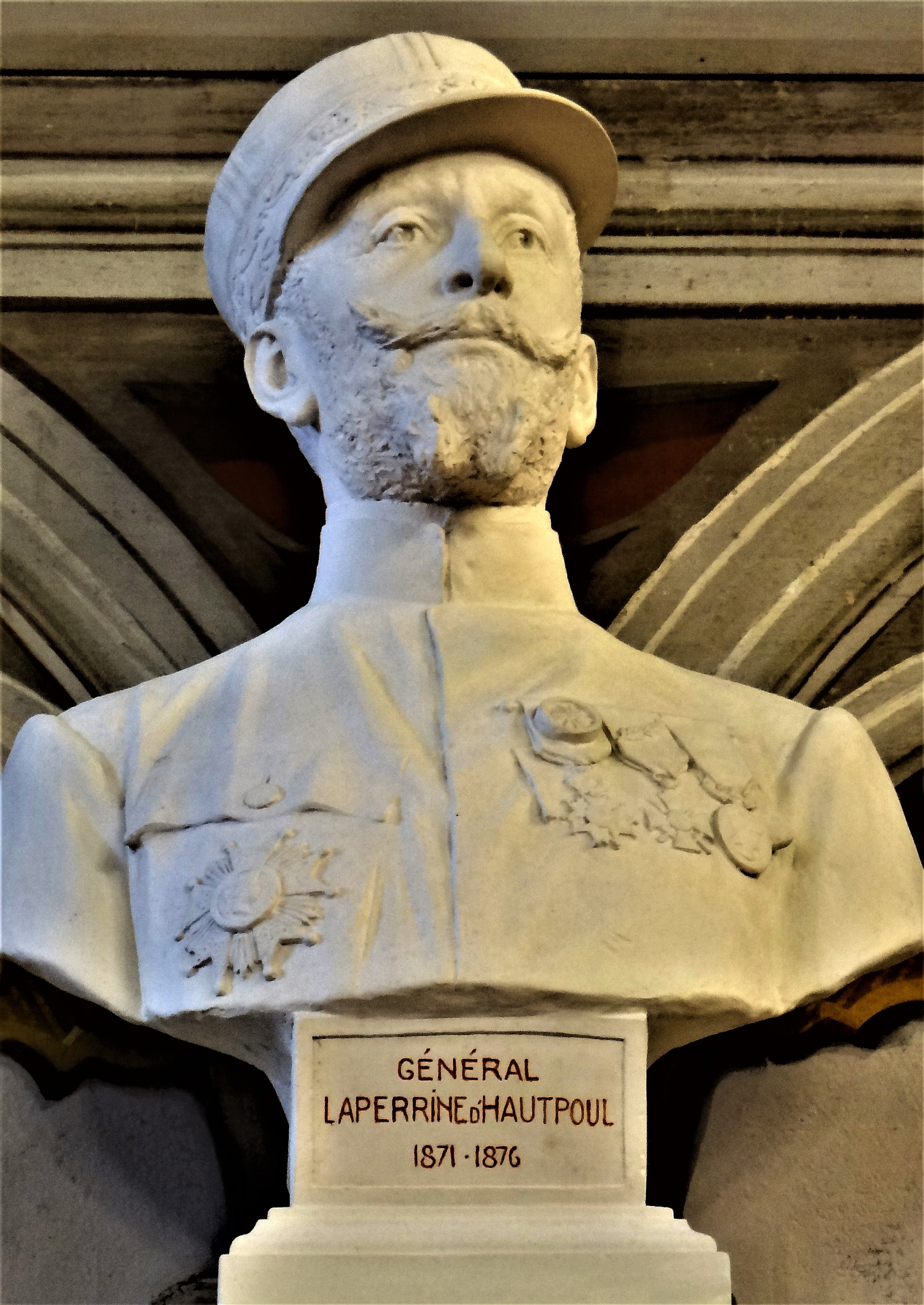
Général Laperrine d'Hautpoul 1871-1876 (Büste im Salle des Illustres der Abteischule von Sorèze)

François-Henry Laperrine (geb. 29. September 1860 in Castelnaudary, Aude; gest. 5. März 1920 in der Tanezrouft in der Sahara) war ein französischer General und Saharaforscher, der bei einem Flugzeugunfall ums Leben kam.

## Leben
Laperrine wurde 1860 in Castelnaudary im Département Aude geboren. Von 1871 bis 1876 besuchte er die Abteischule von Sorèze. Er schloss die Militärschule von Saint-Cyr ab. Im Alter von 21 Jahren begleitete er den französischen Forscher und Offizier Charles de Foucauld nach Nordafrika, um einen Aufstand niederzuwerfen, der im Sud-Oranais (Algerien) ausgebrochen war. Später wurde er in den Sudan abkommandiert, er erhielt 1901 den Oberbefehl über sämtliche Sahara-Oasen. Seine erste wissenschaftliche Reise, die zugleich eine militärische war, trat er zwei Jahre später an und unternahm in Begleitung von Émile-Félix Gautier eine Expedition nach den Vorbergen des Hoggar. Zusammen mit Leutnant Émile Nieger und Charles de Foucauld durchstreifte er das Adrar des Ifoghas. Er hat weite und vorher unbekannte Gebiete kartographiert.
Er schuf die Compagnies sahariennes, fliegende Kolonnen aus einheimischen Kamelreitern (Méharisten), die gegen Wüstenräuber für „Ruhe und Ordnung in der Sahara“ sorgten. Er verunglückte tödlich bei dem Versuch, als erster Europäer die Sahara mit einem Flugzeug zu überfliegen.
Laperrine wird mit den (letzten) Worten zitiert:

« On croit connaître le Sahara, personne ne le connaît. Je l'ai traversé dix fois, à la onzième j'y reste! »

„Die Menschen glauben, die Sahara zu kennen, aber niemand kennt sie. Ich habe sie schon zehnmal durchquert, beim elften Mal bleibe ich dort.“

Seine Büste im Salle des Illustres der Abteischule von Sorèze wurde am 1. Juni 1925 in Anwesenheit von General Albert d’Amade eingeweiht. Seine sterblichen Überreste ruhen heute auf dem Cimetière Saint-Michel von Carcassonne.

## Verschiedenes
Der Ort Djebahia, eine Gemeinde in Algerien, trug in der Zeit Französisch-Algeriens den Namen Laperrine, als Hommage an den General. Das Fort Laperrine in Tamanrasset (Algerien) und die Avenue du Général-Laperrine im 12. Arrondissement von Paris sind nach ihm benannt.